# Katerița, Plevna
Katerița (în bulgară Катерица) este un sat în comuna Pordim, regiunea Plevna,  Bulgaria. 

## Demografie
Componența etnică a satului Katerița
     Bulgari (100%)
     Nicio identificare (0%)
     Altele (0%)
La recensământul din 2011, populația satului Katerița era de 87 locuitori. Din punct de vedere etnic, toți locuitorii erau bulgari.